# Max-Planck-Institut für Sozialrecht und Sozialpolitik
Das Max-Planck-Institut für Sozialrecht und Sozialpolitik ist eine Forschungseinrichtung der Max-Planck-Gesellschaft in München.

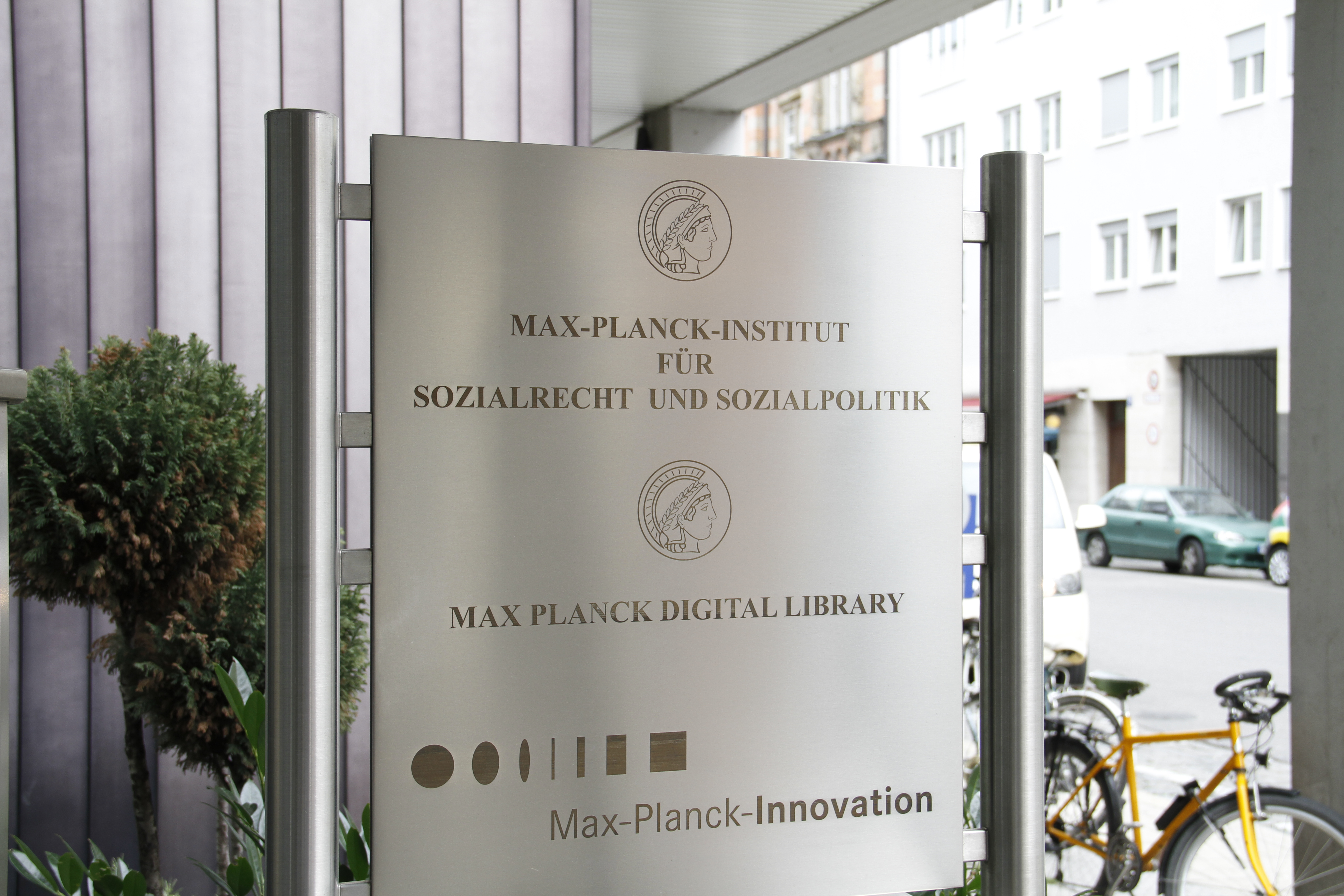
Türschild

## Geschichte
1976 wurde eine Projektgruppe für internationales und vergleichendes Sozialrecht der Max-Planck-Gesellschaft eingerichtet. Nach erfolgreichem Abschluss wurde diese 1980 in das Max-Planck-Institut für ausländisches und internationales Sozialrecht überführt. Die Eröffnung des Instituts fand am 3. Juni 1982 statt. Gründer und Leiter bis 1990 war der spätere Präsident der Max-Planck-Gesellschaft Hans F. Zacher. Bis 2002 wurde das Institut von Bernd Baron von Maydell, seit September 2002 wird es von Ulrich Becker geleitet.
Mit dem 1. Juli 2011 wurde das Institut um eine zweite Abteilung, das Munich Center for the Economics of Aging (MEA), erweitert. Die Abteilung wird von Axel Börsch-Supan geleitet. Seitdem firmiert das Institut unter seinem neuen Namen: „Max-Planck-Institut für Sozialrecht und Sozialpolitik“.

## Forschung

### Sozialrecht
Die Abteilung ausländisches und internationales Sozialrecht widmet sich der Grundlagenforschung auf dem Gebiet des ausländischen und internationalen Sozialrechts und der Sozialrechtsvergleichung. Im Mittelpunkt stehen dabei Systeme zur Absicherung sozialer Risiken wie Krankheit, Alter, Pflegebedürftigkeit, Invalidität, Arbeitslosigkeit und Unfall sowie Systeme der sozialen Förderung und sozialen Hilfe. Von zentraler Bedeutung ist die systematische Erforschung der wichtigsten Entwicklungen des Sozialrechts, insbesondere der Reformen der sozialen Sicherungssysteme in entwickelten Staaten, der Europäisierung und Internationalisierung des Sozialrechts und des Aufbaus von Sozialleistungssystemen in Entwicklungsländern.

### Sozialpolitik
Die Abteilung Munich Center for the Economics of Aging (MEA), beschäftigt sich mit mikro- und makroökonomische Aspekten des demographischen Wandels und damit diese zu antizipieren und zu begleiten. Durch den Aufbau von empirischen Modellen und daraus folgenden Prognosen leitet das MEA Handlungsempfehlungen für Wirtschaft und Politik ab. Das MEA ist in zahlreiche internationale Forschungsnetzwerke wie SAVE (Sparen und Altersversorgung in Deutschland) oder SHARE (Survey of Health, Ageing and Retirement in Europe) eingebunden und verbindet somit wissenschaftliche Forschung hohen internationalen Anspruchs mit streng wissenschaftlich fundierter Politikberatung. Hintergrund dieser Aufgaben ist der sich allmählich beschleunigende demographische Wandel, der zu den wichtigsten gesellschaftlichen Entwicklungen der nächsten Dekaden gehört. Neben den sozialpolitischen Konsequenzen wird der demographische Wandel einen tief liegenden makroökonomischen Strukturwandel hervorrufen, der alle zentralen Märkte – Arbeitsmarkt, Märkte für Waren und Dienstleistungen, sowie die Kapitalmärkte im In- und Ausland – beeinflussen wird. Drittmittel erhält das MEA von zahlreichen Institutionen der nationalen und internationalen Wissenschaftsförderung (u. a. DFG, VW-Stiftung, EU, NIA/NIH). Das MEA arbeitet vor allem bei den Auswirkungen sozialrechtlicher Regelungen auf das ökonomische Verhalten im In- und Ausland eng mit der Abteilung für internationales und ausländisches Sozialrecht zusammen.

### Inklusion
Max Planck Fellow – die von Elisabeth Wacker geleitete Fachgruppe Inklusion bei Behinderung wird Wissen zum Wandel der Sozialsysteme und zur Teilhabe bei Behinderung generieren. Insbesondere umfasst das Forschungsprogramm Strukturen, Maßnahmen und Wirkungen von Prävention, Rehabilitation und Gesundheitsentwicklung in nationaler und internationaler Perspektive. Das Team befasst sich dabei mit den Forschungsschwerpunkten Inklusion und Exklusion bei Behinderung, den Wirkungen des Wandels vom Sachleistungs- zum Geldleistungsprinzip durch das Persönliche Budget, neuen Rahmen und Rollen in sozialen Diensten, den Potenzialen und Grenzen nationaler und internationaler Sozialmodelle sowie der Umsetzung der UN-Behindertenrechtskonvention in Ländern des Globalen Südens. Diese werden jeweils mit den beiden Querschnittsthemen „Demographischer Wandel“ und „Umgang mit Verschiedenheit“ verknüpft.

## Max Planck Law
Das Institut ist Mitglied des Doktoranden- und Postdoktoranden-Forschungsnetzwerks „Max Planck Law“, das Veranstaltungen organisiert und die Karriereentwicklung fördert.